# Coca-Cola İçecek
Coca-Cola İçecek (ou Coca-Cola Turkey) est un embouteilleur de Coca-Cola et de boissons non alcoolisées basé à Istanbul en Turquie et fondé en 1964. C'est le principal embouteilleur de Coca-Cola en Azerbaïdjan, Irak, Kazakhstan, Kirghizistan, Pakistan, Syrie, Tadjikistan, Turkménistan, en Turquie et en Jordanie
La société est détenue à 50,3 % par Anadolu Group au travers de Anadolu Efes, 20,1 % par la  Coca-Cola Company, 3,7% par l'Özgörkey Holding et les 25,9 % restant sont en bourse,. 
L'entreprise est listée à la Borsa İstanbul depuis novembre 2015 sous le code CCOLA et était en 2012 le 5e producteur de Coca-Cola au monde en termes de volume.

## Historique
En 1964, la société IMSA dépendant du Has Group obtient une franchise de la part de la Coca-Cola Company pour l'embouteillage à Istanbul.
En 1968, l'entreprise IMBAT détenue par l'Özgörkey Group obtient une franchise pour la région d'Izmir et IMSA une franchise pour celle d'Adana.
En 1971, IMBAT obtient une franchise à Antalya et IMSA à Bursa.
En 1973, le groupe Has forme la société ANSAM pour regrouper ses activités.
En 1975, ANSAM obtient des franchises pour Ankara et la Mer noire.
En 1988, la Coca-Cola Company achète 88 % des sociétés ANSAM et MEDA.
En 1991, la Coca-Cola Company fonde la société MEPA.
En 1996, l'Anadolu Group achète 33,33 % des parts des entreprises ANSAN, MAKSAN, MEDA et MEPA.
En 1998, les sociétés Atlantic Industry et Anadolu Group achètent chacune 40 % des embouteilleurs İMBAT, ÖZDAĞ et ÖZPA. En plus, les entreprises ANSAN, MAKSAN, MEDA et MEPA sont achetées par E.Özgörkey İçecek Yatırımı A.Ş. à 11,2 %, par Etap İçecek Yatırımı A.Ş. à 8,8 % , et Anodolu Group à 6,675 %
En 2000, ANSAN et İMBAT fusionne sous le nom MAKSAN avant de se rebaptiser Coca-Cola İçecek Üretim. De son côté, MEPA absorbe les sociétés ÖZDAĞ et ÖZPA sous le nom Coca-Cola Satiş Ve Dağitim.
En 2002, Coca-Cola İçecek Üretim achète Coca-Cola Satiş et se rebaptise Coca-Cola İçecek (CCI).
En 2005, Coca-Cola İçecek forme un partenariat à 0-50 avec une entreprise local pour reprendre The Coca-Cola Bottling Co. of Iraq. Coca-Cola İçecek rachète les 51,87 % d'Anadolu Efes dans Efes Invest tandis qu'Efes Invest achète 90 % de la The Coca-Cola Bottling Company of Jordan.
Le 12 mai 2006, l’entreprise fait son entrée en bourse. En 2006, Coca-Cola İçecek achète la société d'eau minérale Mahmudiye Ltd et absorbe Efes Invest en décembre.
En 2007, CCI achète 50% de la société syrienne Syrian Soft Drink Sales and Distribution.
En 2008, CCI achète 50% de la Coca-Cola Beverages Pakistan Ltd. précédemment détenue majoritairement par la Coca-Cola Company.
En 2009, CCI achète 13,75 % de la société The Coca-Cola Export Corporation’s (TCCEC), 12,5 % de Day Investments Ltd au Turkménistan et augmente sa participation dans Coca-Cola Bottlers Limited (TCCB) de 33,25% à 59.5%.
En 2011, CCI achète les 70% restant de CCBIL.
En 2012, CCI achète 65% d'Al Waha, un embouteilleur du sud de l'Irak (nom complet “Al Waha for Soft Drinks, Juices, Mineral Water, Plastics, and Plastic Caps Production LLC”).
En mars 2017, Coca-Cola İçecek annonce l'ouverture d'une dixième usine de production à Isparta en Turquie. Le 5 avril 2017, Coca-Cola İçecek renonce à acheter 54 % de Coca-Cola Beverages Africa, laissant les participations de Coca-Cola Company à 68,3 % et Coca-Cola Sabco à 31,7 %.
Le 2 avril 2020, Coca-Cola Icecek et Coca-Cola Comapny stoppent la production et la vente du thé sous la marque Dogadan envisagé depuis janvier 2019.